# Exvot

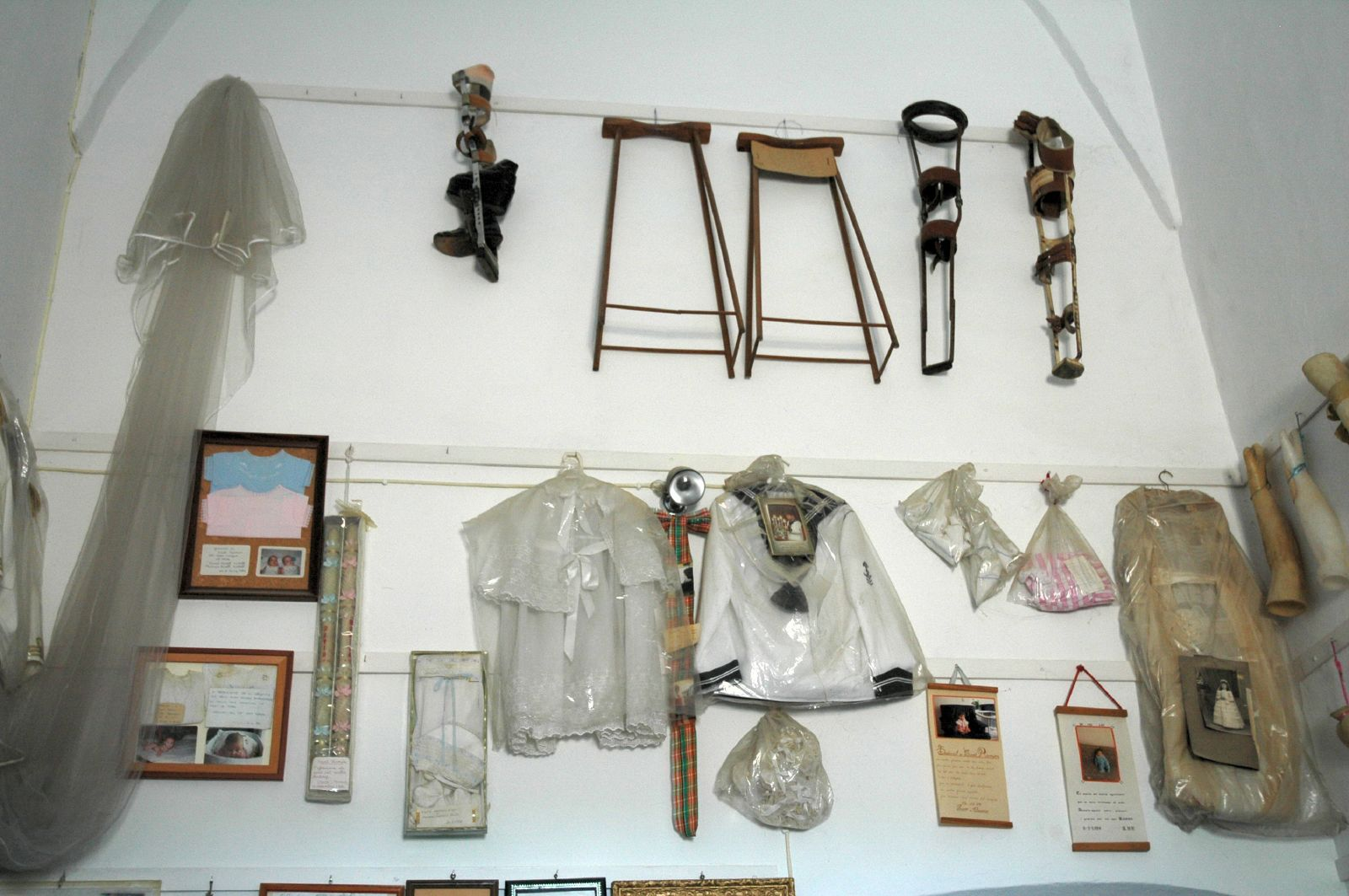
Exvots

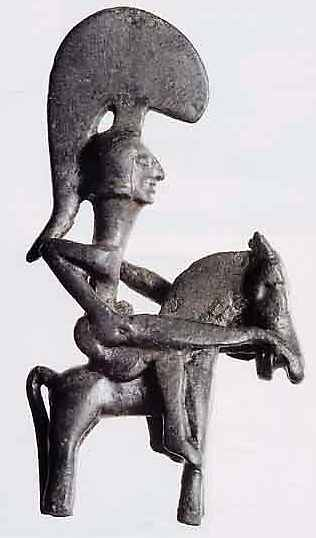
El guerrer de Moixent, exvot ibèric

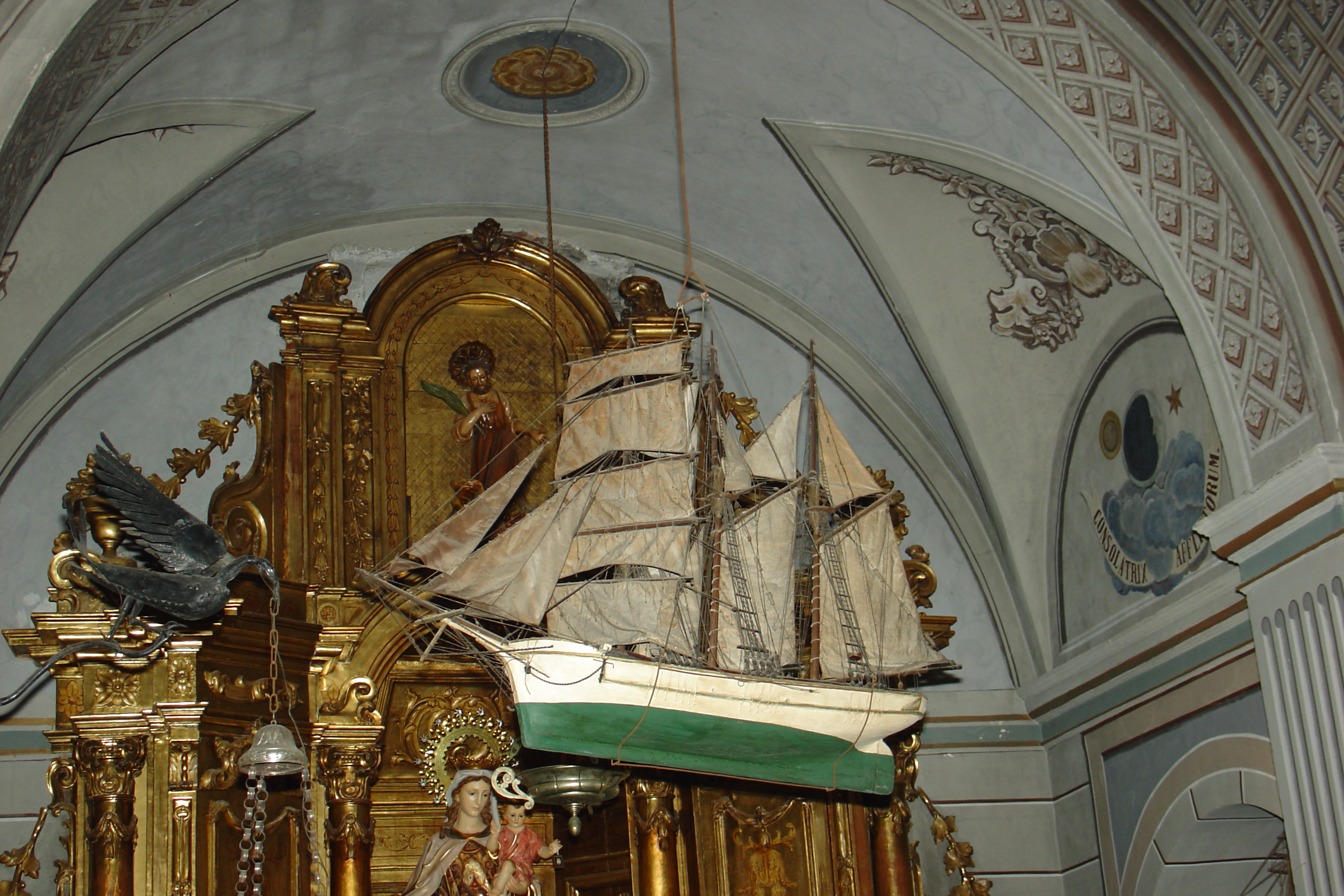
Exvot mariner. Maqueta d'un vaixell al Santuari de la Mare de Déu del Vinyet de Sitges

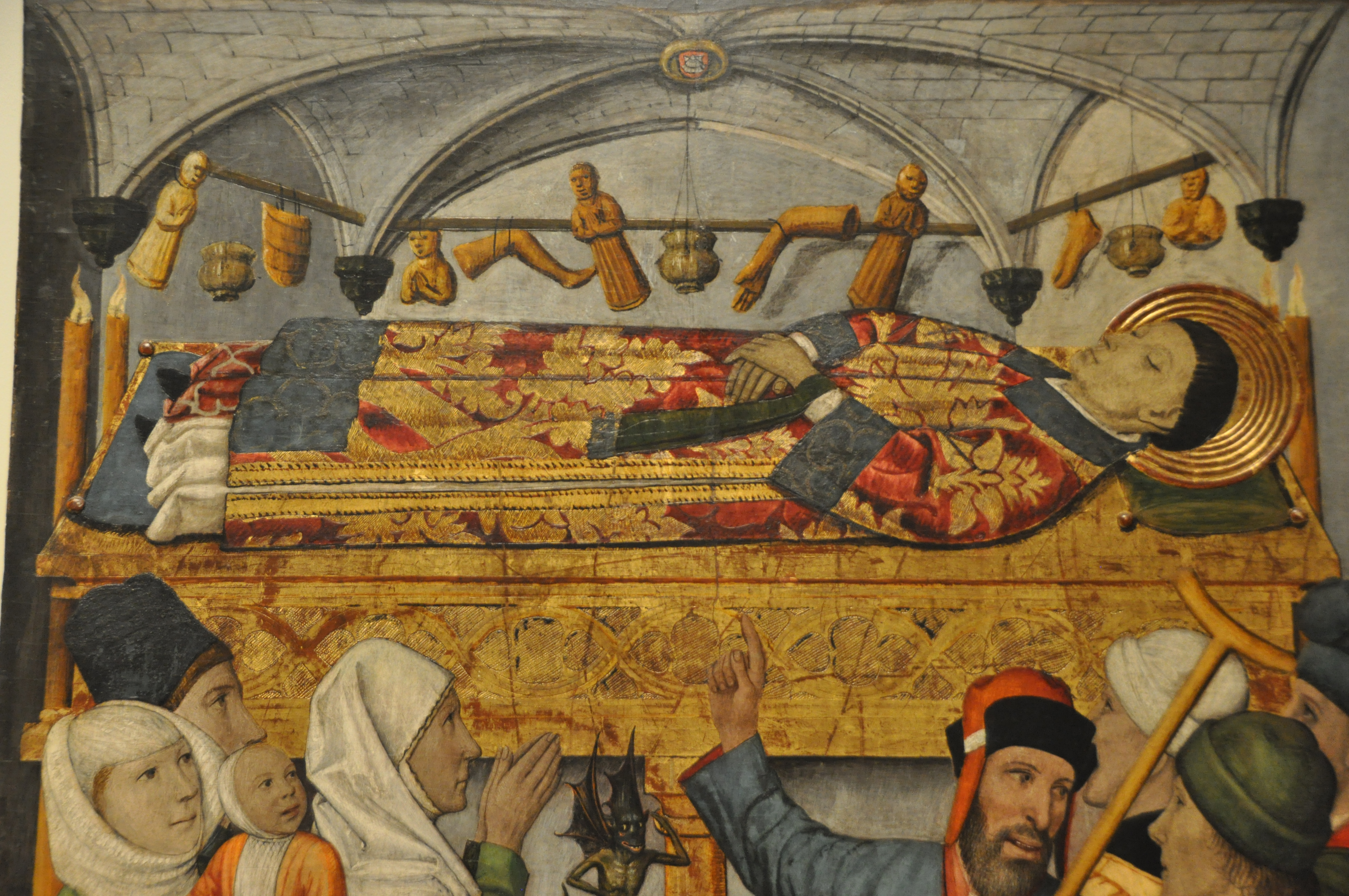
Exvots de cera penjant prop de la tomba de Sant Vicenç. Detall d'una taula del retaule de Sant Vicenç de Sarrià, de Jaume Huguet (s. XV) MNAC

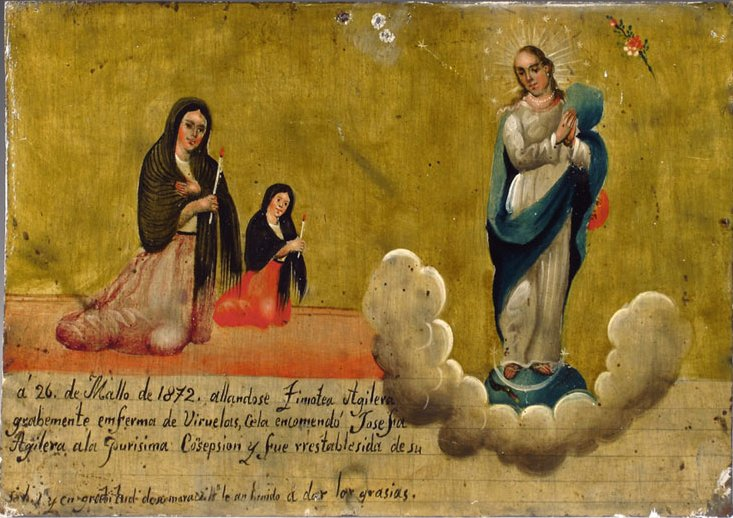
Exvot pintat o retauló mexicà datat el 1872

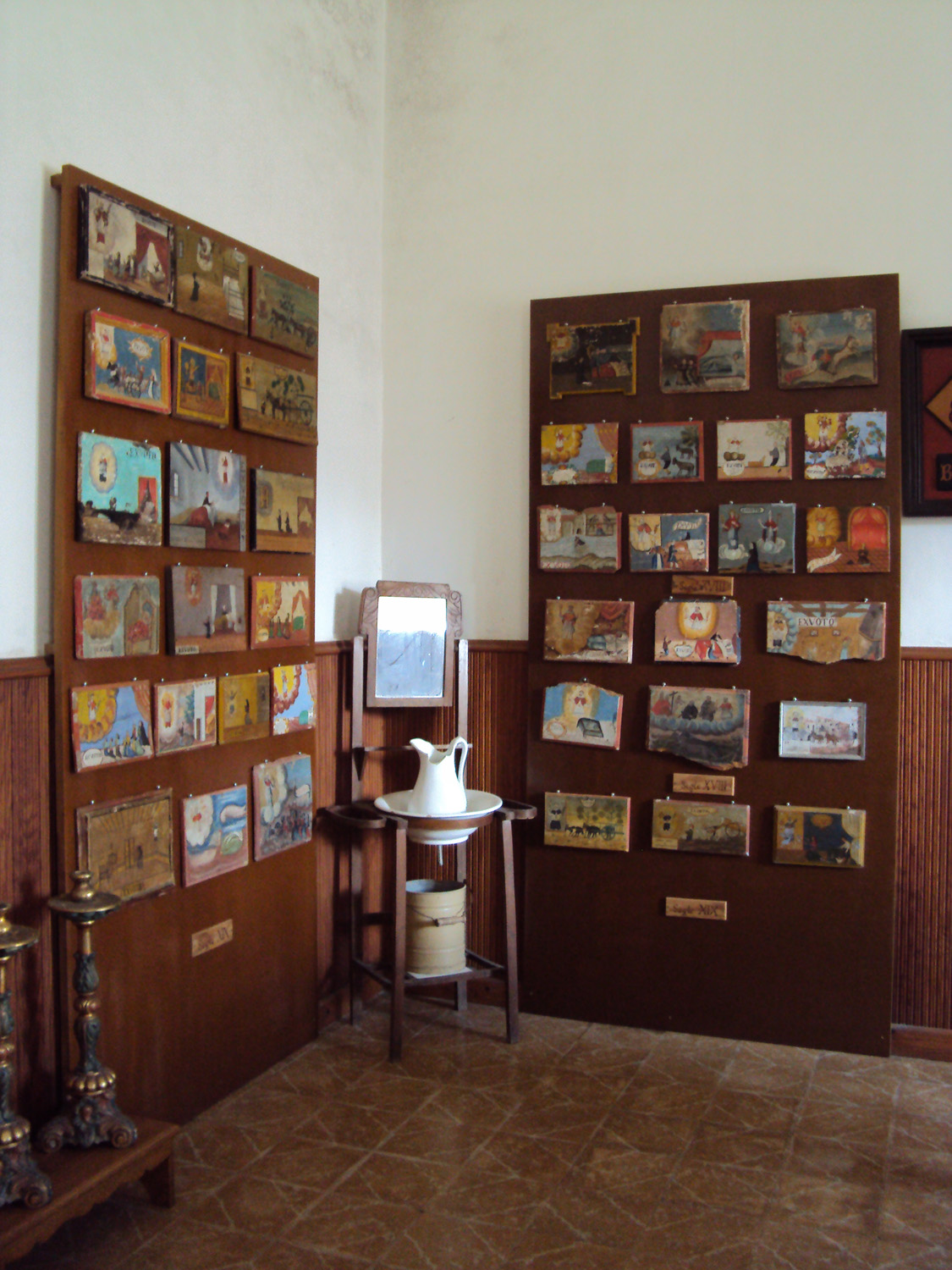
Museu Convent de Sant Ramon Nonat a La Segarra.

Un exvot o presentalla és un objecte que hom ofereix a una divinitat o ésser mitològic en compliment d'un vot o promesa (prometença), o bé en acció de gràcies per algun benefici rebut. Al cristianisme se solen oferir a Jesucrist, a la Verge o a un sant. Antigament era molt freqüent veure exvots penjant de les parets i els sostres de les esglésies i ermites, especialment d'aquelles on hi havia alguna imatge que gaudia de molta devoció popular. Ja en les civilitzacions prehistòriques i del món antic un exvot era un objecte presentat com a ofrena votiva als déus, que s'acostumava a dipositar en santuaris i llocs de culte. Aquesta tradició antiga va ser assumida i continuada pel cristianisme.

## Exemples i tipologies
Així, per exemple, uns pescadors esgarrifats a causa de trobar-se sobtadament dins d'una violenta tempesta, feien la promesa d'oferir un exvot a la Mare de Déu venerada al seu poble si sortien sans i estalvis de la situació. En aquest cas l'exvot consistia generalment en una maqueta de la seva barca i es penjava al sostre de la capella del seu poble en record del benefici rebut.
La maqueta d'un vaixell en miniatura anomenada Coca de Mataró, del segle xv, podria haver estat un exvot, encara que no és segur del tot. Al Santuari del Vinyet de Sitges i a l'ermita de Santa Cristina de Lloret de Mar es conserven nombrosos exvots mariners.
Altres vegades (sobretot en cas d'accident, guerra o malaltia) l'exvot consistia en una placa amb una inscripció dedicatòria o bé en un retauló o petita taula de fusta pintada que reproduïa l'episodi miraculós, destacant la intervenció de la Mare de Déu o el sant invocats i explicant l'episodi amb molta ingenuïtat. Els exvots pintats o retaulons són exemples molt destacats de l'art popular, per la seva estètica naïf.
En el cas de guariment de malalties els exvots també podien ser peces de cera o de xapa metàl·lica reproduint les parts del cos humà curades (peus, ulls, mans, etc.).
Un altre tipus d'exvot molt freqüent en el passat foren les cadenes, manilles o grillons oferts per condemnats en assolir la llibertat (uns grillons es conserven encara al santuari de Santa Maria de Cabrera, a l'Esquirol). A la Catedral de València es conserven les cadenes ofertes com a exvot arran del Saqueig de Marsella.
Actualment s'ofereixen com a exvots objectes de la vida quotidiana com ara vestits de núvia (per invocar sort en el matrimoni), cascos de motorista (en relació amb accidents), trenes o cabelleres, roba d'infant, bastons, crosses o aparells ortopèdics, fotografies dedicades, etc.

## Història
Existeix documentació de la pràctica d'oferir exvots ja en època ibèrica. Per exemple, l'anomenat Guerrer de Moixent o l'Exvot d'un boc iberoromà que es conserva a la Biblioteca Museu Víctor Balaguer.
Oferir exvots era una pràctica molt arrelada, especialment a les zones rurals i marineres catalanes. Aquest costum ha decaigut (o potser s'ha transformat) a partir de la darrera meitat del segle xx, principalment a causa de la descristianització general de la societat.
Els exvots més antics documentats als Països Catalans són oferiments de cera fets a Montserrat al segle XII; aleshores era costum d'oferir el pes en cera d'un infant i àdhuc d'un adult, per a ser convertit en candeles que cremaven en honor de la Mare de Déu. Una altra forma de presentar l'exvot de cera era sota la forma del donant o de l'objecte agraciat; aquestes figures tenien el valor de testimoniatge de gràcia i agraïment, que se certificava davant notari, es predicava al poble i s'inscrivia en els llibres dels miracles (se'n conserven alguns, com els dels santuaris de Montserrat, de Núria, de Lluc, etc.).
En una de les taules del retaule de Sant Vicenç de Sarrià de Jaume Huguet es poden veure representats nombrosos exvots de cera penjant prop de la tomba del sant.
També s'han conservat alguns exvots o presentalles medievals fets de matèries consistents, com metalls preciosos (llànties) o fusta.
En el Museu d'Art de Girona es conserva un exvot de Carles V procedent de Castelló d'Empúries
L'any 1523 Sant Ignasi de Loiola va oferir la seva espasa com a exvot a la Mare de Déu de Montserrat. Actualment aquesta espasa es conserva a Barcelona, a l'església del Sagrat Cor de Jesús (Jesuïtes de Casp).
Els exvots pintats més antics conservats són del segle xv (catedral de Mallorca).

## Parts dels retaulons
Els exvots pintats o retaulons (que en algunes parts de Catalunya també s'anomenaven "miracles") constitueixen un dels millors exemples d'art i devoció popular, per la seva estètica naïf i la seva ingenuïtat. La seva composició acostuma a integrar tres parts o espais ben diferenciats:
- L'espai diví: normalment situat a l'angle superior esquerre del retauló, és on hi ha la representació de la divinitat, el sant o la verge del santuari de la contrada. Popularment rep el nom d'Ou Ferrat. Generalment aquest personatge —normalment només n'hi ha un— es troba dalt d'un núvol o bé envoltat de núvols, la part més il·luminada del qual és la de l'interior. De vegades, però, hi trobem més d'un personatge: el sant o la verge del santuari on es fa l'ofrena, acompanyat d'altres sants de gran veneració per part de qui fa l'ofrena.
- L'espai humà: sol ocupar la major part del quadre, hi ha representada la calamitat que ha donat peu a la petició i es poden veure la persona o les persones que han implorat el do a la divinitat. Al retauló podem veure un malalt al llit i una dona que demana a Sant Ramon i a la Mare de Déu la curació de la malaltia de qui està allitat.
- L'espai escrit: no tots els exvots tenen una part escrita; generalment, només s'hi pot llegir: EXVOT, però de vegades hi ha l'explicació del fet.

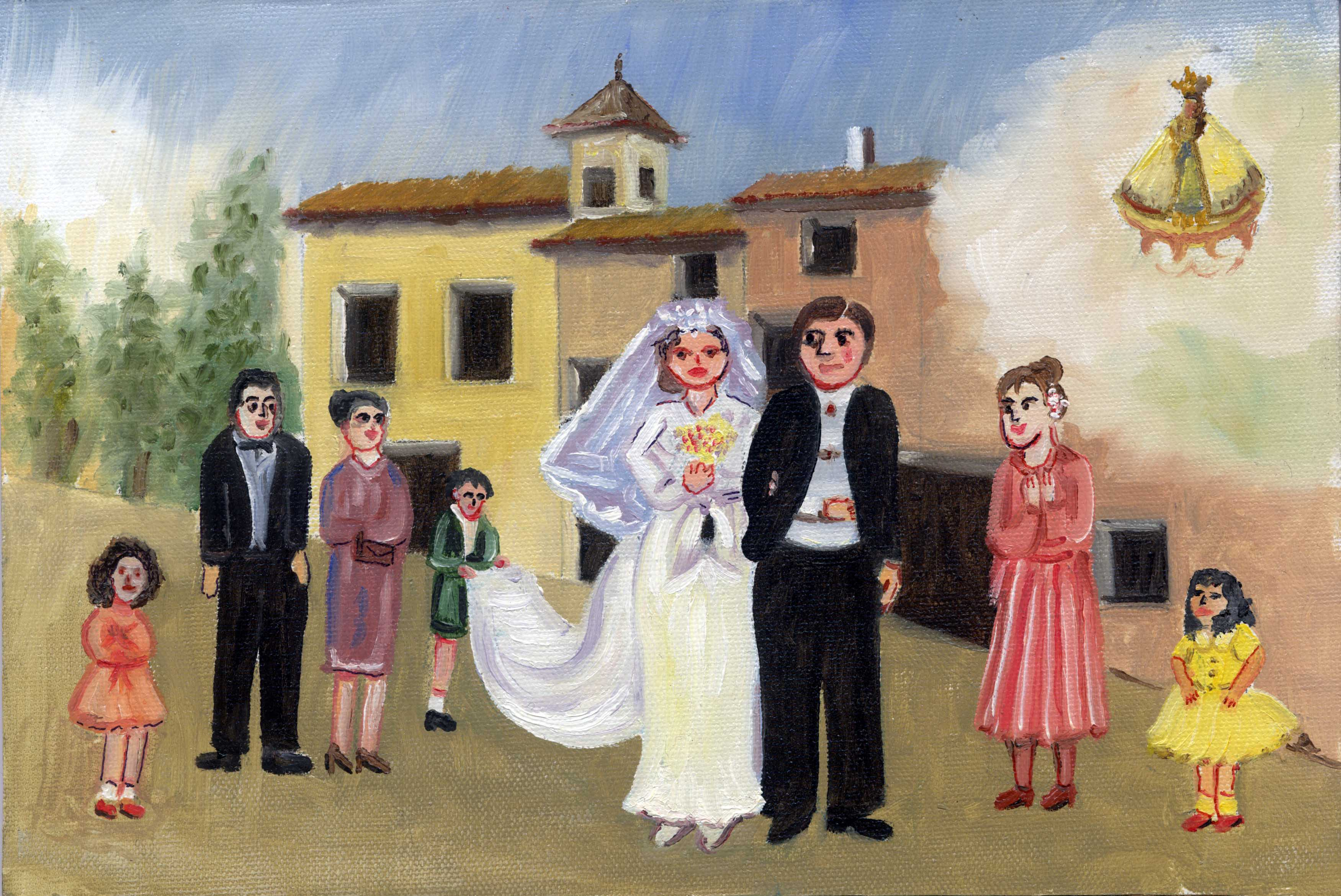
Exvots de l'exposició "secà i muntanya" del Museu valencià d'Etnologia. Narracions tradicionals il·lustrades seguint l'estètica del llenguatge tradicional per a explicar anècdotes pròpies del camp valencià del segle XIX

## Curiositats
Llocs on es poden trobar conjunts notables d'exvots o bé pintats o bé naus votives
- Al municipi de Sant Ramon, a la Segarra, hi ha un Museu d'exvots.[3]
- Santuari dels Àngels
- Santuari del Miracle
- Església de La Torreta, a Montmajor (Berguedà)
- Museu de Montserrat i Santa Cova de Montserrat
- Museu d'Arenys de Mar
- Museu Etnològic de Barcelona
- Gabinet del col·leccionista del Museu Marès
- Museu Casa Pairal. Perpinyà.
- Museu de Ripoll
- Museu Marítim de Barcelona,
- Santuari del Vinyet
- ermita de Santa Cristina de Lloret de Mar
- Església de Santa Maria de Badalona
- Ermita de Nostra Senyora de la Cisa

Fora de Catalunyaː
- Museu Benaki (Atenes)
- Notre-Dame de La Garde (Marsella)